# Дубово (община Тутин)
Дубово (на сръбски: Дубово) е село в Сърбия, разположено в община Тутин, Рашки окръг. Намира се на 475 метра надморска височина. Населението му според преброяването през 2011 г. е 1089 души. При преброяването на населението през 2002 г. има 916 жители, от тях 894 (97,59 %) бошняци, 10 (1,09 %) мюсюлмани, 4 (0,43 %) югославяни и 8 (0,87 %) неопределени.

## Население
Численост на населението според преброяванията през годините:
- 1948 – 266 души
- 1953 – 286 души
- 1961 – 333 души
- 1971 – 316 души
- 1981 – 597 души
- 1991 – 845 души
- 2002 – 916 души
- 2011 – 1089 души